# ヒメキクラゲ
ヒメキクラゲ（姫木耳、学名：Exidia glandulosa）は、キクラゲ科のキノコ。
世界中に分布し、枯れ木上に発生する。子実体はゼラチン質で不定形。色は灰褐色、黒褐色、黒色。表面には多数の突起がある。胞子は腎臓形で無色。